# ماريو مورينو ألفاريز
ماريو مورينو ألفاريز (بالإسبانية: Mario Moreno Álvarez)‏ هو سياسي مكسيكي، ولد في 12 نوفمبر 1964 في ولاية خاليسكو في المكسيك. حزبياً، نشط في حزب العمل الوطني. وقد انتخب عضو مجلس النواب المكسيك.